# Melithaea squamosa
Melithaea squamosa is een zachte koraalsoort uit de familie Melithaeidae. De koraalsoort komt uit het geslacht Melithaea. Melithaea squamosa werd voor het eerst wetenschappelijk beschreven door Nutting. 